# Svenska mästerskapen i kortbanesimning 1960
Svenska mästerskapen i kortbanesimning 1960 avgjordes i Forsgrénska badet, Stockholm 1960. Det var den åttonde upplagan av kortbane-SM.

## Medaljsummering

### Herrar
| Gren            | Guld                                                            | Guld                                                            | Silver                                                | Silver                                                | Brons                                                          | Brons                                                          |
| 200 m frisim    | Bengt Nordvall 2.08,1                                           | SK Neptun                                                       | Leif Wolmsten 2.09,9                                  | SK Neptun                                             | Per-Ola Lindberg 2.10,1                                        | SK Neptun                                                      |
| 800 m frisim    | Jan Andersson 9.43,0                                            | IK Attack                                                       | Leif Wolmsten 9.43,1                                  | SK Neptun                                             | Bengt Nordvall 9.43,6                                          | SK Neptun                                                      |
| 100 m fjärilsim | Håkan Bengtsson 1.04,6                                          | Stockholmspolisens IF                                           | Rolf Friberg 1.05,0                                   | Jönköpings SLS                                        | Bengt Furberg 1.06,2                                           | Skellefteå SK                                                  |
| 200 m ryggsim   | Lars Eriksson 2.25,5                                            | Malmö SS                                                        | Jan Lundin 2.26,4                                     | Stockholmspolisens IF                                 | Bengt-Olov Almstedt 2.27,6                                     | Örebro SS                                                      |
| 200 m bröstsim  | Tommie Lindström 2.40,2                                         | Stockholmspolisens IF                                           | Berndt Nilsson 2.40,8                                 | Göteborgs KK                                          | Lars-Gunnar Alm 2.44,2                                         | Luleå SS                                                       |
| 200 m medley    | Rolf Friberg 2.26,9                                             | Jönköpings SLS                                                  | Rolf Junefelt 2.27,5                                  | Jönköpings SLS                                        | Sven Göran Johansson 2.31,1                                    | Västerås SS                                                    |
| 4x100 m frisim  | SK Neptun 3.56,3                                                | SK Neptun 3.56,3                                                | Skellefteå SK 4.00,2                                  | Skellefteå SK 4.00,2                                  | Jönköpings SLS 4.01,1                                          | Jönköpings SLS 4.01,1                                          |
| 4x100 m frisim  | Per-Olof Ericsson Leif Wolmsten Bengt Nordvall Per-Ola Lindberg | Per-Olof Ericsson Leif Wolmsten Bengt Nordvall Per-Ola Lindberg | R Olander G Bergengren Bengt Furberg Peter Bergengren | R Olander G Bergengren Bengt Furberg Peter Bergengren | Rolf Junefelt Hans-Gunnar Liljenwall B-Å Carlsson Rolf Friberg | Rolf Junefelt Hans-Gunnar Liljenwall B-Å Carlsson Rolf Friberg |

### Damer
| Gren            | Guld                                                          | Guld                                                          | Silver                                         | Silver                                         | Brons                                                       | Brons                                                       |
| 200 m frisim    | Bibbi Segerström 2.21,1                                       | SK Neptun                                                     | Jane Cederqvist 2.23,2                         | SK Neptun                                      | Karin Larsson 2.23,3                                        | SK Ran                                                      |
| 100 m fjärilsim | Kristina Larsson 1.14,5                                       | SK Ran                                                        | Karin Larsson 1.15,4                           | SK Ran                                         | Birgitta Lundquist 1.18,2                                   | SK Neptun                                                   |
| 200 m ryggsim   | Bibbi Segerström 2.36,7                                       | SK Neptun                                                     | Gull-Britt Jönsson 2.38,5                      | SK Poseidon                                    | Monica Öberg 2.42,7                                         | SK Neptun                                                   |
| 200 m bröstsim  | Barbro Eriksson 2.56,6                                        | Nyköpings SS                                                  | Elisabeth Ljunggren 3.00,6                     | SK Neptun                                      | Margareta Winquist 3.02,2                                   | SK Neptun                                                   |
| 200 m medley    | Karin Larsson 2.42,1                                          | SK Ran                                                        | Kristina Larsson 2.45,9                        | SK Ran                                         | Jane Cederqvist 2.46,3                                      | SK Neptun                                                   |
| 4x100 m frisim  | SK Neptun 4.28,8                                              | SK Neptun 4.28,8                                              | Malmö SS 4.35,3                                | Malmö SS 4.35,3                                | SK Ran 4.35,9                                               | SK Ran 4.35,9                                               |
| 4x100 m frisim  | Tanya Nilsson Jane Cederqvist Karin Stenbäck Bibbi Segerström | Tanya Nilsson Jane Cederqvist Karin Stenbäck Bibbi Segerström | A Warnholtz U Lindsjö E Medin U Thorn-Johnsson | A Warnholtz U Lindsjö E Medin U Thorn-Johnsson | Nin Persson Barbro Andersson Karin Larsson Kristina Larsson | Nin Persson Barbro Andersson Karin Larsson Kristina Larsson |